# Architettura

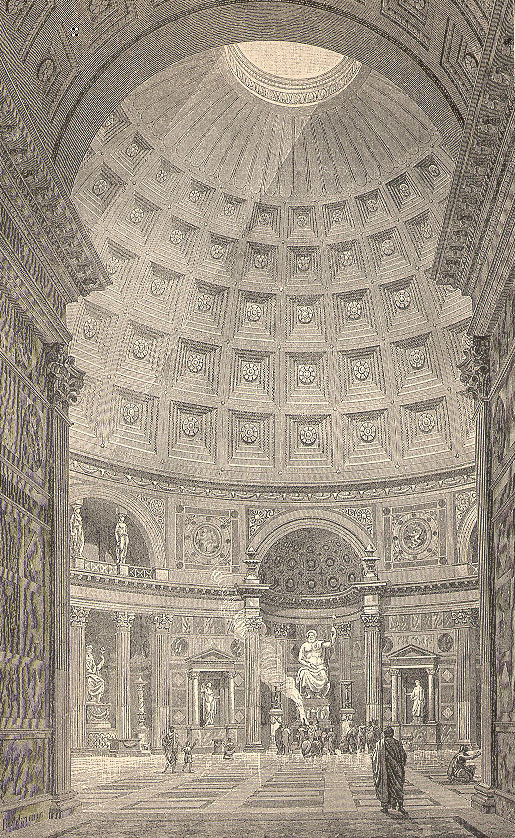
Incisione dell'interno del Pantheon di Roma; Pierers Konversationslexikon encyclopedia, editore: Joseph Kürschner, 1891. Il Pantheon è attribuito all'architetto Apollodoro di Damasco.

L'architettura è la disciplina che ha come scopo l'organizzazione dello spazio antropizzato in cui vive l'essere umano. Semplificando si può dire che essa attiene principalmente alla progettazione e costruzione di un immobile o dell'ambiente costruito. In essa concorrono aspetti tecnici ed artistici. Insieme alla scultura, fa parte delle cosiddette arti visive plastiche.
Da quando l'uomo ha avuto capacità cognitive tali da potersi organizzare in civiltà, l'architettura è sempre esistita. L'architettura è nata anzitutto per soddisfare le necessità biologiche dell'uomo quali la protezione dagli agenti atmosferici, e proprio per questo è tra le discipline maggiormente presenti in tutte le civiltà. Solo in un secondo momento, con lo sviluppo della divisione del lavoro nella società, alla funzione primaria vennero aggiunte funzioni secondarie in numero sempre crescente.
Con la comparsa di caratteri estetici si ebbe la nascita dell'architettura anche come arte visiva, dotata però di proprie caratteristiche peculiari. Sarebbe riduttivo anche parlare di valori estetici in quanto una buona architettura è spesso frutto di valori etici e di uno studio antropologico.
Definire l'architettura risulta difficile in quanto il fenomeno architettonico è stato sempre presente nella cultura dell'uomo, acquistando caratteristiche, definizioni, funzioni, aspetti spaziali e costruttivi spesso differenti o addirittura contrastanti da civiltà a civiltà o da epoca ad epoca.

## Etimologia
"Architettura" deriva da architetto, termine derivato nelle lingue occidentali dal latino architectus, ma di origine greca: ἀρχιτέκτων (pronuncia architéktōn), parola composta dai termini ἀρχή (árcheì) e τέκτων (técton) che significa "ingegnere", "capo costruttore", "primo artefice" o proprio "architetto".
Il primo termine, ἀρχή – connesso con ἀρχειν (árchein), “principiare”, “comandare” –, esprime in greco antico il significato di "impresa", "partenza", "origine", "fondazione" o "guida". Introdotto da Anassimandro, ἀρχή trova nella Metafisica di Aristotele (V, 1, 1012b-1013a) la sua prima completa definizione, conservatasi fino alla modernità. Aristotele distingue almeno sei accezioni del termine, riconducibili ai due significati principali di ἀρχή, ossia primo per importanza o primo in ordine temporale. Quando primato valoriale e primato temporale coincidono, ἀρχή esprime la divinità: Dio come massimo valore e causa prima di tutte le cose.
Il secondo termine, τέκτων (técton), richiama diversi significati, tra i quali "inventare", "creare", "plasmare", "costruire": il fare tecnico ma anche l'arte, il fare manuale ma anche l'artigianato.
L'unione dei due termini in ἀρχιτέκτων la troviamo per la prima volta da Erodoto, Storie (III, 60, 4), e vuole indicare chi provveda a dar norma razionale alla costruzione di alcunché. Il riferimento all'edilizia o all'abitazione non è affatto esplicito; anzi, l'ἀρχιτέκτων originariamente si occupa di quanto è "costruibile" in generale. Questa interpretazione è sancita da Vitruvio, il quale definisce l'architettura come attività che "nascitur ex fabrica et ratiocinatione", cioè dalla capacità fabbricativa congiunta alla consapevolezza teorica.

Altro aspetto interessante è costituito dalla permanenza fonetica e dalla somiglianza letterale e dalla somiglianza grafica che il termine ha conservato in molte lingue europee: architecture in francese, architecture in inglese, arquitectura in spagnolo, architektur in tedesco (che però gli aggiunge il termine baukunst che letteralmente significa "arte del costruire").

## Storia
(Sigfried Giedion, Controspazio, numm. 1-2, pag. 40, 1970.)

### Antichità
Il primo vero trattato di architettura è il De architectura di Vitruvio, in cui viene data una prima definizione della disciplina e si delinea la figura dell'architetto e delle sue conoscenze. Il De architectura influenzerà in particolar modo l'architettura dal secolo XV al secolo XIX.

### Medioevo
Nel Medioevo l'architettura è assimilata alle artes mechanicae da filosofi quali Scoto Eriugena e Ugo di San Vittore. Durante il periodo romanico e quello gotico la figura più simile a quella dell'architetto, era quella del capomastro, un magister operis che dopo anni di esperienza curava la progettazione dell'edificio e l'andamento del cantiere.

### Rinascimento e Umanesimo
Mentre nel resto dell'Europa il gotico resterà lo stile predominante per lungo tempo, in Italia il Rinascimento pone l'architettura sotto una nuova luce. Uno dei trattati fondamentali fu il De re aedificatoria (1452) di Leon Battista Alberti che si rifà alla triade Vitruviana (firmitas, utilitas, venustas). Nei secoli XV e XVI si sviluppò il concetto di città ideale, per la prima volta l'architettura si interessa alla città e alla corretta disposizione dei suoi elementi. Fu durante l'umanesimo invece il passaggio dell'architetto da artista-artigiano a quello di artista scienziato universale. Particolarmente importante fu anche la figura del Vignola che contribuì a creare un lessico uniforme dell'architettura mediante la catalogazione degli ordini architettonici classici.

### Il Seicento
L'antropocentrismo rinascimentale viene sostituito da un'indagine volta alla sintesi della contrapposizione tra infinitezza e centralità. Grazie anche alle scoperte tecniche e matematiche si generano concezioni architettoniche basate sulla riscoperta della natura come elemento scenografico, sul dinamismo e sul movimento. Gli schemi classici vengono modificati dall'inserimento di linee curve e si adottano soluzioni che aprono le porte alla modernità.

### Il Settecento
Nel corso del secolo XVIII vi è la nascita del concetto di estetica e di una grande riflessione su questo termine da parte dei filosofi e storici del tempo (Giambattista Vico, Immanuel Kant). Carlo Lodoli e Giovanni Battista Piranesi teorizzarono per primi un'architettura priva di ornamenti, senza concessioni all'effimero piacere visivo e che tenesse in massima considerazione l'utilità e la finalità funzionale. Anche grazie alla Rivoluzione industriale, gli architetti vengono chiamati a progettare gli oggetti da realizzare in serie, è il caso della manifattura Etruria di Josiah Wedgwood, primo caso di disegno industriale modernamente inteso.

### L'Ottocento

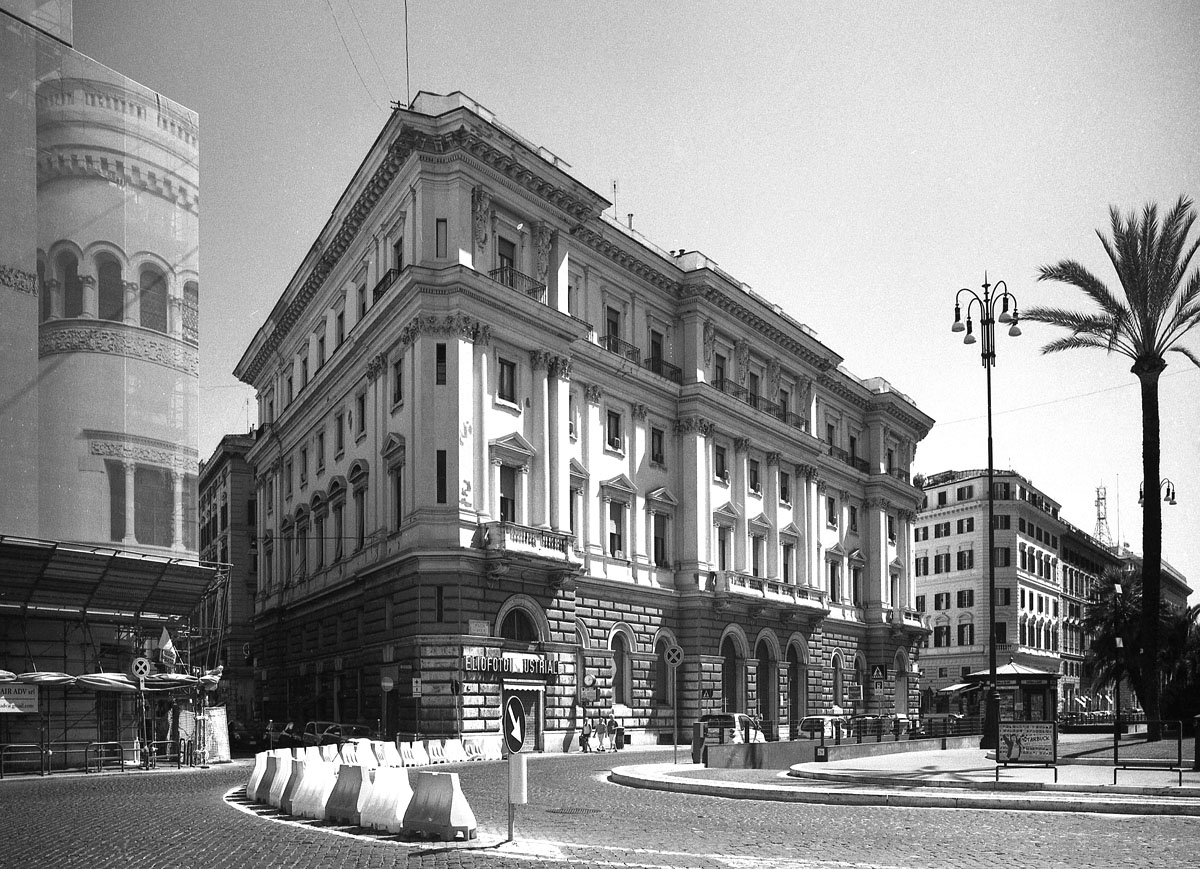
Palazzo De Parente di Gaetano Koch (1887) in piazza Cavour a Roma.

È durante l'Ottocento che avviene la definitiva scissione della professione di ingegnere da quella dell'architetto; in più mentre alcune facoltà di ingegneria si andranno formando in Europa nelle università, l'architettura verrà confinata nelle accademie di belle arti, rimanendo in alcuni casi un mero esercizio artistico, lontana da questioni di ordine pratico e funzionale. Negli Stati Uniti d'America si sviluppa invece la scuola di Chicago, in cui l'architettura si troverà a confrontarsi con edifici molto alti e con un materiale nuovo: il calcestruzzo armato. In Francia, grazie al contributo di Viollet-Le-Duc, nasce il restauro e un intenso dibattito attorno a questa disciplina coinvolgerà anche l'Inghilterra prima (John Ruskin e William Morris) e l'Italia poi (Camillo Boito e Luca Beltrami).

### Il Novecento e il Razionalismo
Una serie di fattori, fra cui la teoria dell'einfuhlung dell'Art Nouveau e quella della pura visibilità di Konrad Fiedler, la questione delle abitazioni popolari nata dalla prima guerra mondiale, i conflitti fra le classi sociali, porteranno alla nascita in architettura di quel movimento progettuale e teorico chiamato razionalismo.

La Città Universitaria di Marcello Piacentini a Roma.

L'architettura farà propria tutta una serie di discipline per permettere all'architetto di arrivare a progettare dagli oggetti più piccoli a quelli più grandi; si tenderà ad eliminare qualsiasi velleità artistica dal concetto di architettura in favore di opere maggiormente improntate all'utilità e al servizio della gente. Tra i grandi teorici e fautori di questo movimento vi sono stati Le Corbusier, Walter Gropius, Ludwig Mies van der Rohe, Frank Lloyd Wright. Tra gli altri grandi maestri del Novecento si ricordano Alvar Aalto, Oscar Niemeyer e Kenzō Tange.
In Italia grande importanza ha avuto l'esperienza futurista di Antonio Sant'Elia e Mario Chiattone. Sempre in Italia vale la pena ricordare Marcello Piacentini, Pier Luigi Nervi, Ludovico Quaroni, Michele Valori, Bruno Zevi, Aldo Rossi.

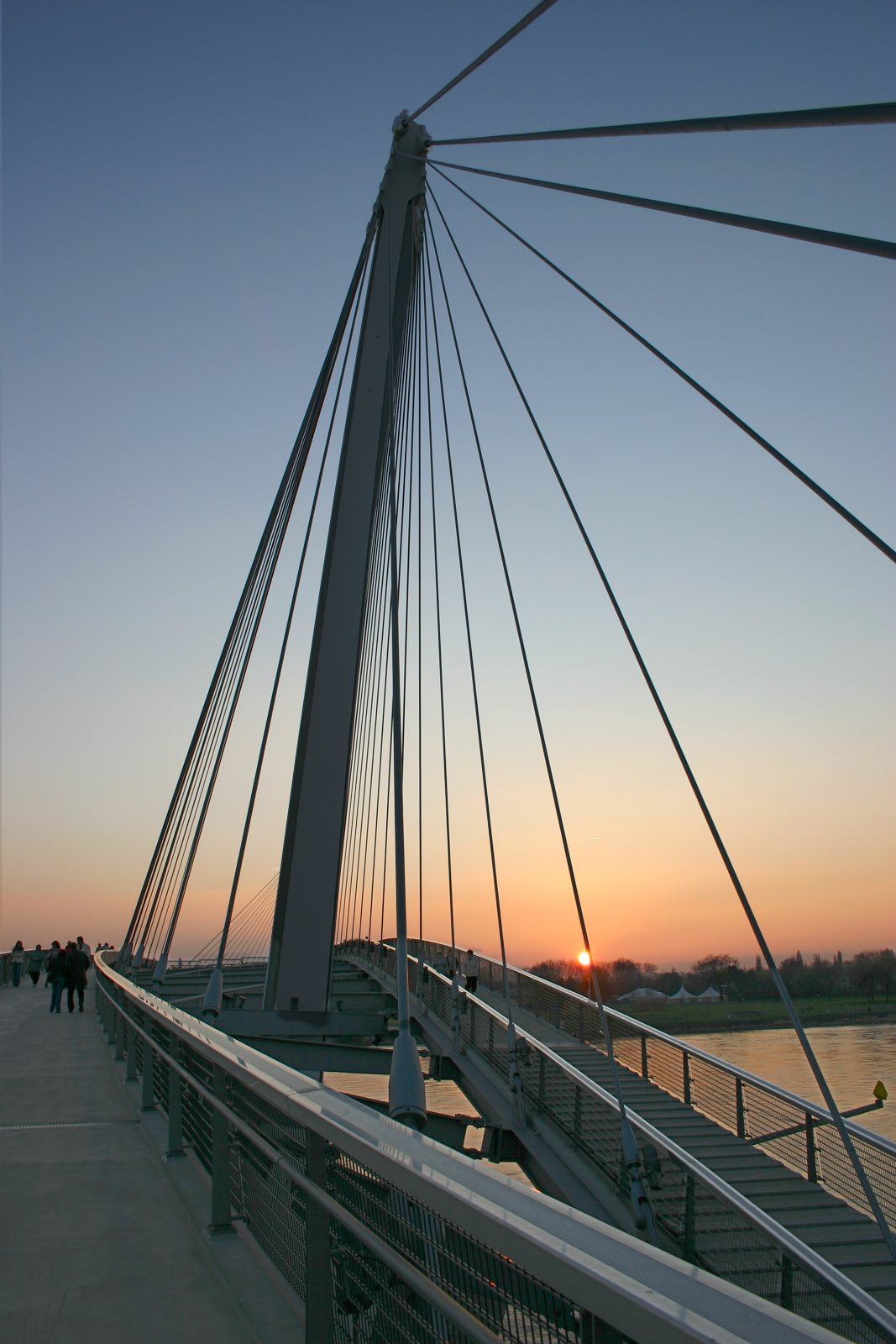
La Passerella delle Due Rive di Marc Mimram sul Reno, Jardin des deux rives, Strasburgo

## Descrizione

### Definizioni
Data la vastità e la complessità della disciplina, è pressoché impossibile dare una definizione univoca che descriva cosa sia l'architettura; di seguito ne vengono riportate alcune celebri e significative.
- Il sapere dell'architetto è ricco degli apporti di numerosi ambiti disciplinari e di conoscenze relative a vari campi, e al suo giudizio vengono sottoposti i risultati prodotti da altre tecniche. Vitruvio, De architectura, 25 a.C. circa;[14]
- Architettore chiamerò io colui, il quale saprà con certa, e meravigliosa ragione, e regola, sì con la mente, e con lo animo divisare; sì con la opera recare a fine tutte quelle cose, le quali mediante movimenti dei pesi, congiungimenti, e ammassamenti di corpi, si possono con gran dignità accomodare benissimo all'uso de gli homini. Leon Battista Alberti, De re aedificatoria, 1450 circa;
- Cos'è l'architettura? La definirò io, con Vitruvio, l'arte del costruire? Certamente No. Vi è, in questa definizione, un errore grossolano. Vitruvio prende l'effetto per la causa. La concezione dell'opera ne precede l'esecuzione.  - Étienne-Louis Boullée, 1780;
- L'Architettura è l'arte di fabbricare. - Francesco Milizia, Principii di architettura civile, 1781;
- L'architettura è l'arte di disporre e di adornare gli edifici, innalzati dall'uomo per qualsivoglia scopo, in modo che la loro semplice vista possa contribuire alla sanità, alla forza, al godimento dello spirito. - John Ruskin, Lectures on Architecture and Painting, 1854;
- Il mio concetto di architettura abbraccia l'intero ambiente della vita umana; non possiamo sottrarci all'architettura, finché facciamo parte della civiltà, poiché essa rappresenta l'insieme delle modifiche e delle alterazioni operate sulla superficie terrestre, in vista delle necessità umane, eccettuato il puro deserto - William Morris, Prospects of Architecture in Civilization, 1881;
- La casa deve piacere a tutti. A differenza dell'opera d'arte che non ha bisogno di piacere a nessuno. […] Dunque la casa non avrebbe niente a che vedere con l'arte e l'architettura non sarebbe da annoverare tra le arti: proprio così. […] Se in un bosco troviamo un tumulo lungo sei piedi e largo tre, disposto con la pala a forma di piramide, ci facciam seri e qualcosa dice dentro di noi: qui è sepolto un uomo. Questa è Architettura - Adolf Loos, Parole nel vuoto, 1910;
- L'architettura è il gioco sapiente, rigoroso e magnifico dei volumi nella luce - Le Corbusier, Verso una architettura, 1923;
- Chiarezza costruttiva portata alla sua espressione esatta. Questo è ciò che io chiamo architettura - Ludwig Mies van der Rohe, 1925;
- L'architettura è in qualche modo un ordinare l'ambiente che ci sta intorno, un offrire migliori possibilità all'insediamento umano. - Vittorio Gregotti, Il territorio dell'architettura, 1966;
- L'architettura è la più antica professione sulla terra, l'arte del costruire, ma anche l'arte di rappresentare le cose. - Renzo Piano, 2007
- L'architettura nasce dalla civiltà di un popolo, da un'industria attrezzata, da scuole serie e selezionatrici, dall'educazione della gente, dall'onestà delle imprese, da buone semplici sensate legislazioni e da un minimo di fede nell'avvenire. - Michele Valori

### I tre fattori dell'architettura

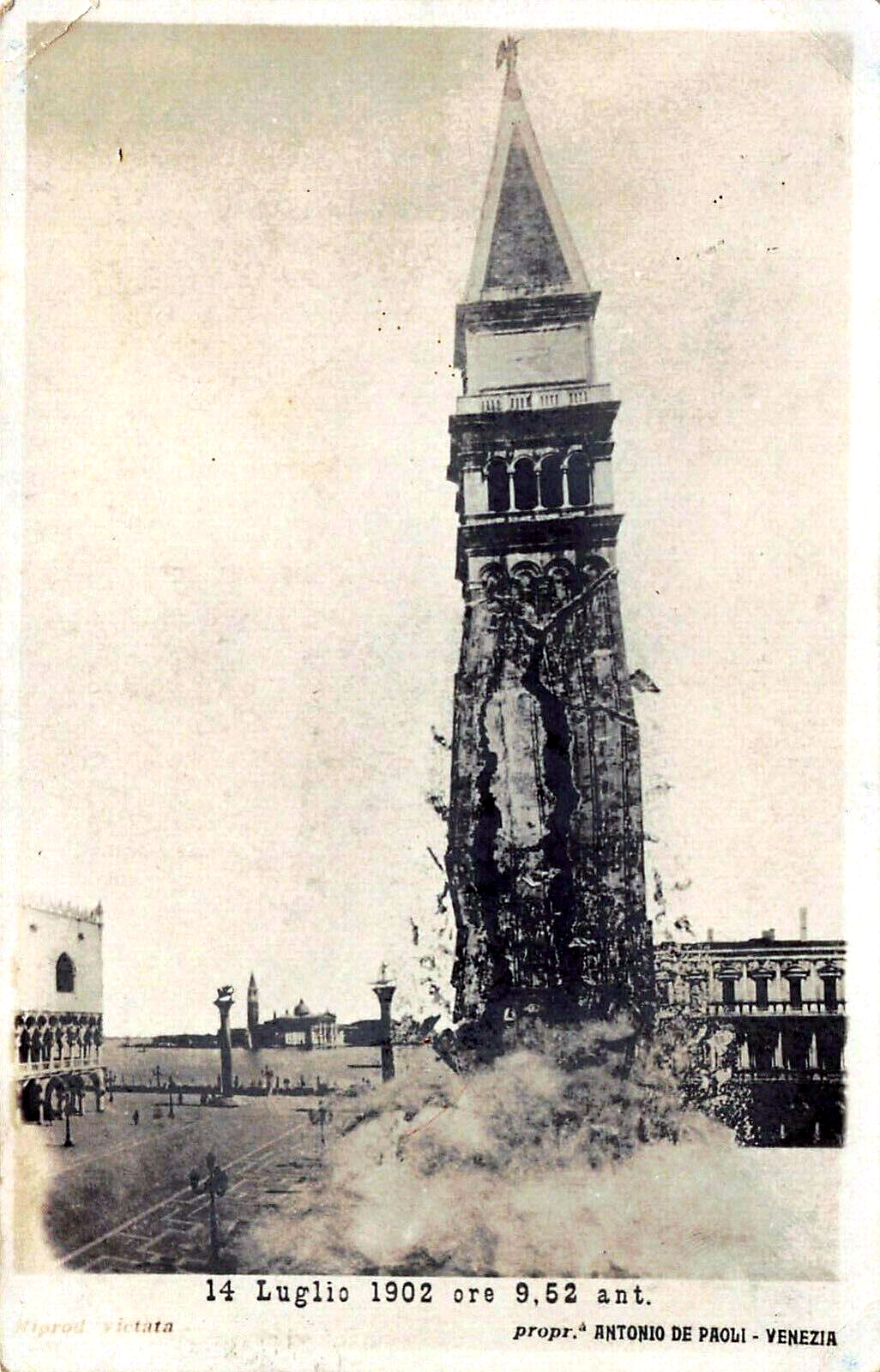
Un celebre crollo: il Campanile di San Marco, a Venezia, in seguito ai danni di un fulmine fu restaurato male e rovinò il 14 luglio 1902 (l'immagine è tuttavia una elaborazione e non una vera foto).

Una delle definizioni più antiche risale a Marco Vitruvio Pollione, l'architettura è un insieme di tre fattori o meglio tre categorie:
- firmitas (solidità);
- utilitas (funzione, destinazione d'uso);
- venustas (bellezza).

In altre parole nell'architettura si devono ritrovare qualità:
1. strutturali;
2. funzionali;
3. estetiche.

Senza stabilità l'architettura è pericolosa ed effimera; senza utilità l'architettura fine a sé stessa è semplicemente una scultura in larga scala; senza bellezza (come sottolineano Ruskin, Le Corbusier e Pevsner) si parla solo di edilizia.
In ogni edificio questi tre aspetti sono di vitale importanza, anche se durante le epoche storiche non sempre ebbero il medesimo peso. Si pensi per esempio all'architettura del cosiddetto Movimento Moderno: il fattore estetico inteso come mera decorazione era volutamente trascurato nella progettazione, focalizzata solo sulla funzione degli edifici; dalla semplicità essenziale scaturì tuttavia una naturale valenza estetica.
Un'evoluzione di questa prima definizione è stata per esempio data nel 1624 da Sir Henry Wotton, che nel suo Elements of Architecture parlava di tre imperativi dell'opera architettonica: robustezza, funzionalità e piacere, ovvero solidità dei materiali e della costruzione (=stabilità), adattamento razionale degli spazi alle loro finalità (=utilità) e produzione di un piacere estetico (=bellezza).
Questi tre fattori possono essere messi in un'ipotetica scala gerarchica: un edificio ha innanzitutto bisogno di stare in piedi, poi può ricoprire una funzione per la società, infine può essere costruito secondo criteri estetici; ma l'attenzione alla bellezza non può venire prima dell'attribuzione di una destinazione, né qualsiasi uso o decorazione possono essere messi in atto se manca la stabilità strutturale.

#### Architettura e stabilità: la statica
Per garantire stabilità a un edificio si deve ricorrere alle nozioni della statica e della scienza delle costruzioni, cioè a quei principi di fisica, chimica e meccanica che assicurano l'equilibrio della costruzione, cioè lo stare in piedi e non crollare.
Le forze che agiscono su una costruzione sono molteplici: innanzitutto il peso proprio della struttura, i carichi accidentali (persone, arredi, merci depositate...); poi vi sono le forze esterne, dovute agli agenti atmosferici (vento, peso della neve), ad eventi ordinari (oscillazioni del traffico stradale, spinta del corso dell'acqua su un ponte) o straordinari (sismi, bufere) o ad altro.
Nonostante i carichi possano essere numerosi e la struttura molto complessa, gli edifici vengono sollecitati da soli due tipi di azione: trazione e compressione.
Essendo ogni forza compensata da un'altra di pari grandezza ma di direzione opposta, la condizione di equilibrio viene raggiunta quando la somma di tutte le forze e dei loro momenti è zero.

#### Architettura e utilità: opera architettonica o opera scultorea?

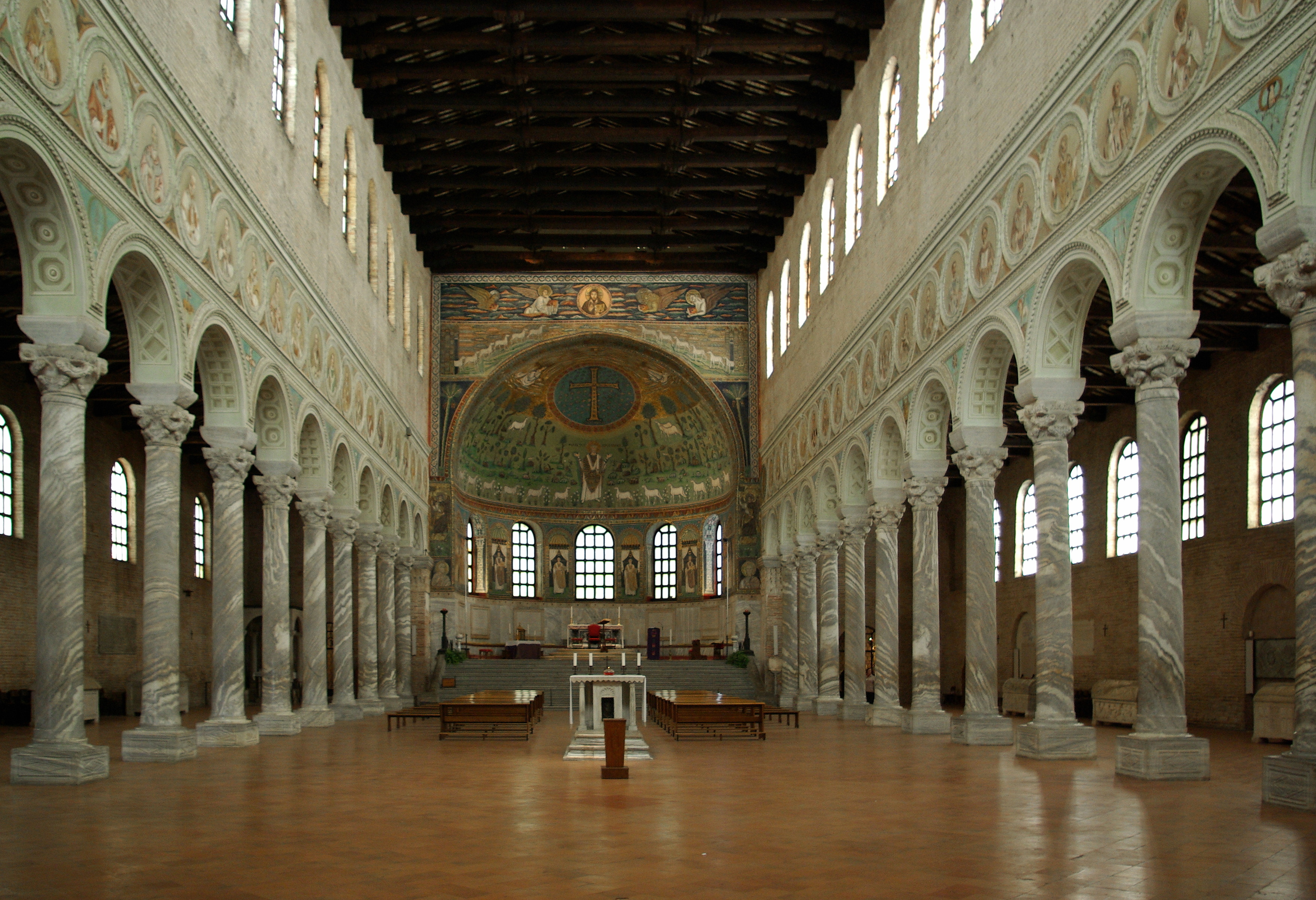
Architettura come spazio interno, Basilica di Sant'Apollinare in Classe, a Ravenna.

Secondo il critico Bruno Zevi il criterio distintivo dell'architettura è lo spazio interno: la presenza o meno di un ambiente abitabile e usufruibile per l'uomo era la condicio sine qua non si poteva parlare di architettura; tutto il resto era in funzione di questo assunto. Le conseguenze di questa affermazione sono che edifici fatti senza spazio interno (o con uno spazio irrilevante) non sarebbero architettura: Zevi indicava come esempio lampante le Piramidi di Giza, enormi "sculture" all'aperto, ma non architetture; nemmeno il tempio greco era architettura, poiché la sua limitata cella era destinata all'abitazione simbolica del dio e non all'uso degli individui, che svolgevano le cerimonie religiose all'esterno.
Walter Gropius era sostanzialmente d'accordo con questa definizione, anche se la adattò in senso più astratto: per lui l'architettura era l'arte di organizzare lo spazio e si esprime per mezzo della costruzione di edifici.
La definizione di Zevi è logica, ma è molto rigida ed esclude dal campo d'indagine dell'architettura molte opere tradizionalmente considerate "architettoniche".
Un suo superamento si può avere considerando anche la struttura e la costruzione di un'opera: quando un fabbricato viene murato secondo i criteri dell'edilizia, anche se non ha uno spazio interno, ecco che comunque si può parlare di edificio, non di scultura. È chiaro pertanto nel nostro modo di pensare che una scultura nasca dallo "scolpire" (ovvero dal togliere) e un edificio dal "murare" (ovvero dal mettere): ecco che quindi il Monte Rushmore, per quanto colossale, è considerato intuitivamente scultura e le Piramidi, anche se fossero prive di qualsiasi ambiente interno, architettura.
Una via di mezzo tra le due concezioni è guardare invece alla funzione delle strutture "costruite" che definiamo edifici: grazie all'utilità (sia accogliere la salma di un faraone, lo spirito di un dio o una comunità in preghiera) possiamo parlare di architettura, altrimenti si parla semplicemente di scultura in grande scala. Così vengono ricomprese nell'architettura anche strutture "aperte" come i ponti o gli anfiteatri.

#### Architettura e bellezza: opera architettonica o opera edilizia?
(Nikolaus Pevsner, 1943)

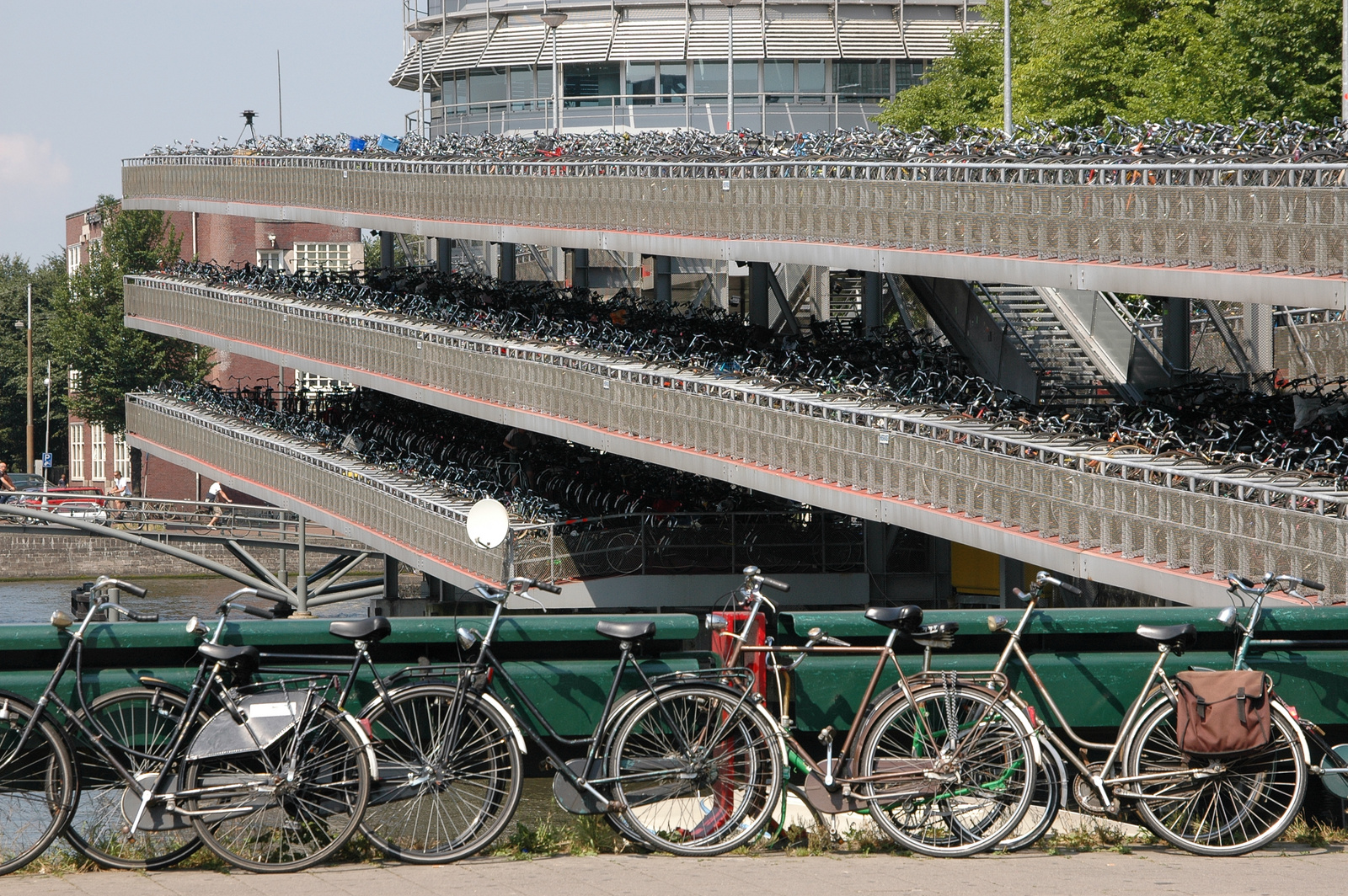
Edilizia: una rimessa di biciclette ad Amsterdam.

L'edilizia in genere può essere definita come la costruzione di edifici per fini pratici (difendersi dagli agenti atmosferici): non è necessariamente contemplata la componente estetica, cioè non è detto che vengano dati all'edificio connotati di "bellezza".
Fino ad alcuni secoli fa la discriminante era la presenza o meno di un progetto teorico a monte, di un disegno. Nel ventunesimo secolo questa distinzione si è un po' complicata perché nel mondo moderno sono scomparse quelle forme di edilizia spontanea priva di progetto e l'uso del disegno è necessario anche in opere di semplice edilizia. Si può dire che per parlare di "estetica" di un'opera architettonica ci deve essere un'idea, un concetto formale, che si aggiunga alle considerazioni strutturali e funzionali, e si espliciti nella forma dell'opera architettonica (in questo senso può esistere anche un'architettura spontanea). In altre parole serve che ci sia un elemento di "gratuità" intesa nel senso greco del termine (di bellezza, grazia, e di gratuità come la intendiamo noi), cioè una ricerca del bello senza condizionamenti. Si esprime così la volontà di espressione dell'architetto determinata dal suo sentire estetico e artistico.

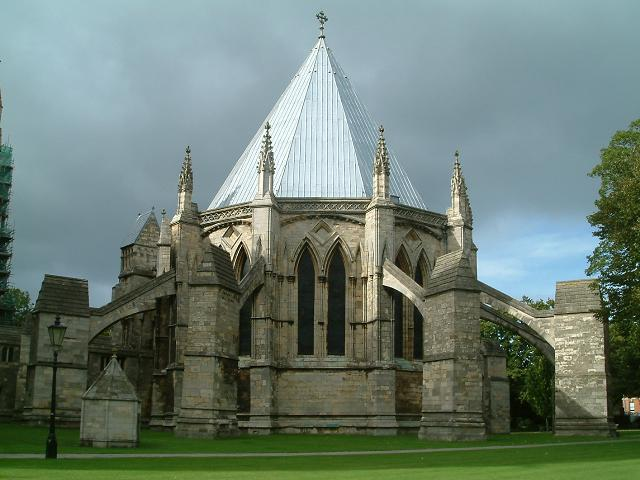
Architettura: il Capitolo della Cattedrale di Lincoln, in Inghilterra.

Esiste anche infatti una separazione tra colui che si occupa prevalentemente (ma non solo) di aspetti tecnici strutturali, l'ingegnere, e colui che si dedica più in generale ad aspetti estetici, l'architetto (anche se nel ventunesimo secolo i due campi hanno confini ormai molto labili).
Tra i tre elementi basilari dell'architettura quello visivo, in senso spaziale e monumentale, è quello che ci impressiona maggiormente. Le qualità strutturali (cioè come l'edificio faccia a stare in piedi) sono infatti spesso nascoste o pienamente comprensibili solo dagli esperti del settore; le qualità funzionali sono invece spesso date per scontate od ovvie e sebbene ci possano impressionare positivamente non riescono a colpirci profondamente come la monumentalità. Ad esempio si può restare colpiti dalla comodità di una stazione ferroviaria o dall'accoglienza di una chiesa, ma è più facile che ci resti scolpita nella memoria la sensazione di bellezza e di imponenza degli edifici stessi.
Lo stesso Pevsner individua tre elementi che contribuiscono al raggiungimento di un effetto estetico:
- il trattamento delle superfici, i rapporti tra pieni e vuoti, la disposizione delle aperture e la presenza di un apparato decorativo;
- la relazione tra i diversi blocchi che costituiscono un edificio e la loro articolazione volumetrica;
- l'effetto sensoriale che scaturisce dal trattamento degli interni e dalla disposizione dei vari ambienti.

L'architettura si configura quindi come un'arte spaziale, capace di modellare le superfici ed i volumi con gli stessi criteri di percezione e comunicazione visiva dei pittori e degli scultori, che non si riduce alla sola componente visiva, ma che è anche legata alle sensazioni che vivere uno spazio (oltre che vederlo) riesce a trasmettere.

### Architettura e volume

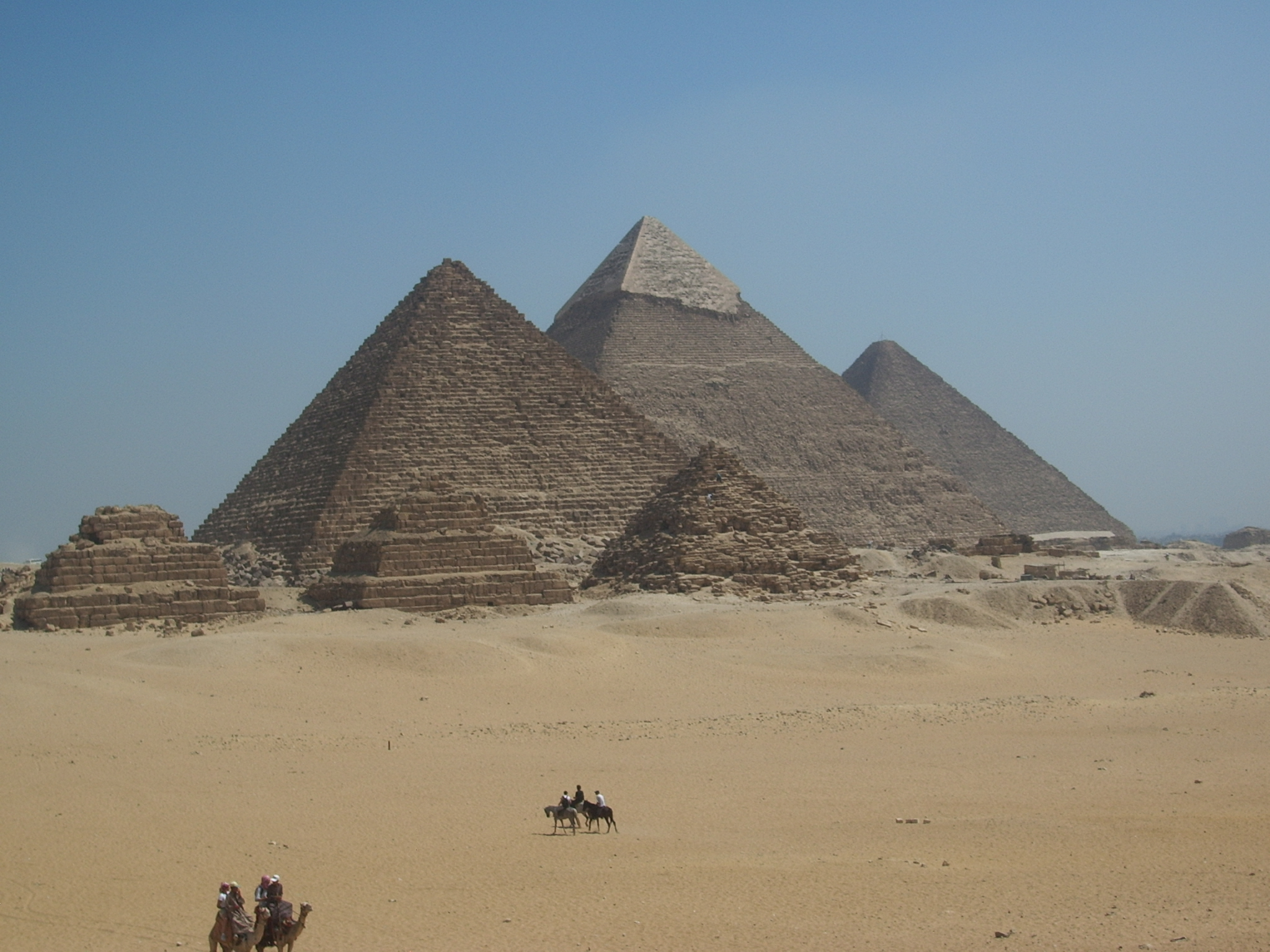
Le Piramidi di Giza.

Tra i fattori costitutivi dell'architettura c'è la valutazione del volume costruito, cioè del modo di disporsi e rapportarsi degli edifici nello spazio. Si hanno così due estremi, tra i quali esiste una vasta gamma di possibilità:
1. architetture in funzione del solo volume;
2. architetture in funzione del solo spazio.

Con spazio si intende uno spazio "artificiale" creato dalla costruzione, che sia finito, ordinato e protetto, a differenza dello spazio naturale aperto.
Un esempio di architettura di solo volume è una forma pura come quella delle Piramidi, la cui struttura è dettata dal raggiungimento di una forma esterna e si disinteressa quasi completamente dello spazio interno. Un caso opposto di architettura eretta a partire dallo spazio può essere quello di una basilica cristiana, nella quale la costruzione esterna può essere vista come un semplice involucro determinato dallo spazio interno. Un esempio di compenetrazione intermedia può essere quello del tempio greco, dove spazi vuoti e pieni sono determinati da precisi rapporti, con alcuni elementi di volume indipendente, come le colonne, e altri che invece perderebbero di significato se isolati dal contesto dell'edificio al quale appartengono.
Lo studio della storia dell'architettura non è solo un mero esercizio di individuazione degli stili e delle tecniche e della loro evoluzione nel tempo. È importante capire anche quali sono i fini che una società rispetto ad un edificio, le conoscenze tecniche e i materiali disponibili che hanno determinato la costruzione. Per esempio si possono elencare le differenze oggettive tra: un tempio greco dell'antichità e una chiesa. Nell'antichità le funzioni religiose avvenivano all'esterno dell'edificio: la cella era riservata alla simbolica residenza del dio, qui accedevano solo pochissimi sacerdoti, mentre nella chiesa la comunità dei fedeli si riuniva al suo interno, quindi è chiaro che l'edificio diventava luogo chiuso dove praticare le ritualità religiose.
Nella realizzazione di un'opera architettonica hanno da sempre concorso sia le richieste di una committenza sia l'estro e la fantasia degli artisti. La mancanza di fatto di edifici fini a sé stessi (quando si costruisce c'è sempre almeno uno scopo pratico per il quale la costruzione è destinata) fa sì che l'aspetto della convergenza degli interessi di artisti e committenti sia rimasto un concetto chiave, rispetto ad altre forme di attività artistica dove l'artefice si è ormai affrancato dalla domanda.

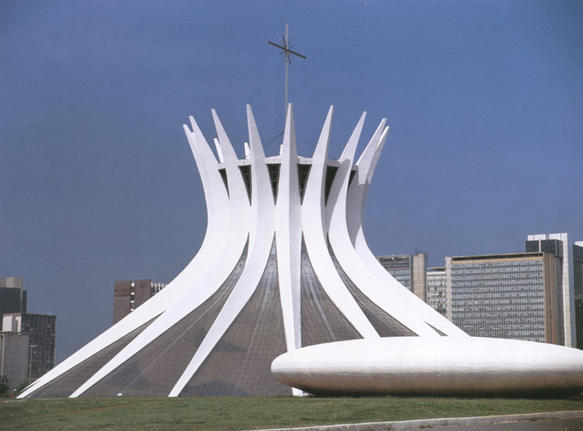
La Cattedrale di Brasilia di Oscar Niemeyer: la sua architettura è carica di riferimenti simbolici.

I primi esempi di "architettura" come unione di stabilità, funzionalità e bellezza non sono quindi da ricercare nell'edilizia di tipo abitativo (in antico dettata solo da basilari esigenze di sussistenza), ma negli edifici collettivi (religiosi o civili) di quelle prime civiltà come quella mesopotamica o egizia: in tali opere confluivano infatti tutti gli sforzi di una comunità, compresa l'esigenza di abbellimento quale specchio del suo prestigio e della sua ricchezza.
Un'architettura istintivamente votata alla bellezza si rintraccia già all'origine della civiltà, ma è comunque con il tempio greco che la maggior parte degli studiosi concordano nello stabilire almeno un punto fermo nell'evoluzione dell'arte del costruire: un primo traguardo inequivocabile di struttura architettonica completa di valenze progettuali, estetiche e funzionali, corroborata dalla teorizzazione degli ordini architettonici. I tre tipi di ordine (dorico, ionico e corinzio) infatti sono relativi a questioni puramente estetiche e la loro nascita indica come ormai non si guardasse più all'edificio solo secondo un punto di vista funzionale.
Negli edifici infine sono confluiti nel tempo tutta una serie di valori, con diversi gradi di intensità, che ne hanno influenzato la storia e la forma:
- valori funzionali, legati cioè a determinati bisogni dell'individuo e della società;
- valori simbolici, rapportati a realtà di altro ordine;
- valori sacri, della sfera religiosa;
- valori sociali, in relazione ai caratteri e alla configurazione della società;
- altri valori (personali del committente o dell'architetto, valori universali, ecc.).

L'effetto estetico non scaturisce quindi da un mero impatto visivo: ad esempio, nelle architetture riconducibili al Movimento Moderno, lo spazio viene modellato sulla base di precise esigenze funzionali e quindi il raggiungimento di un risultato estetico deriva dal perfetto adempimento di una funzione.

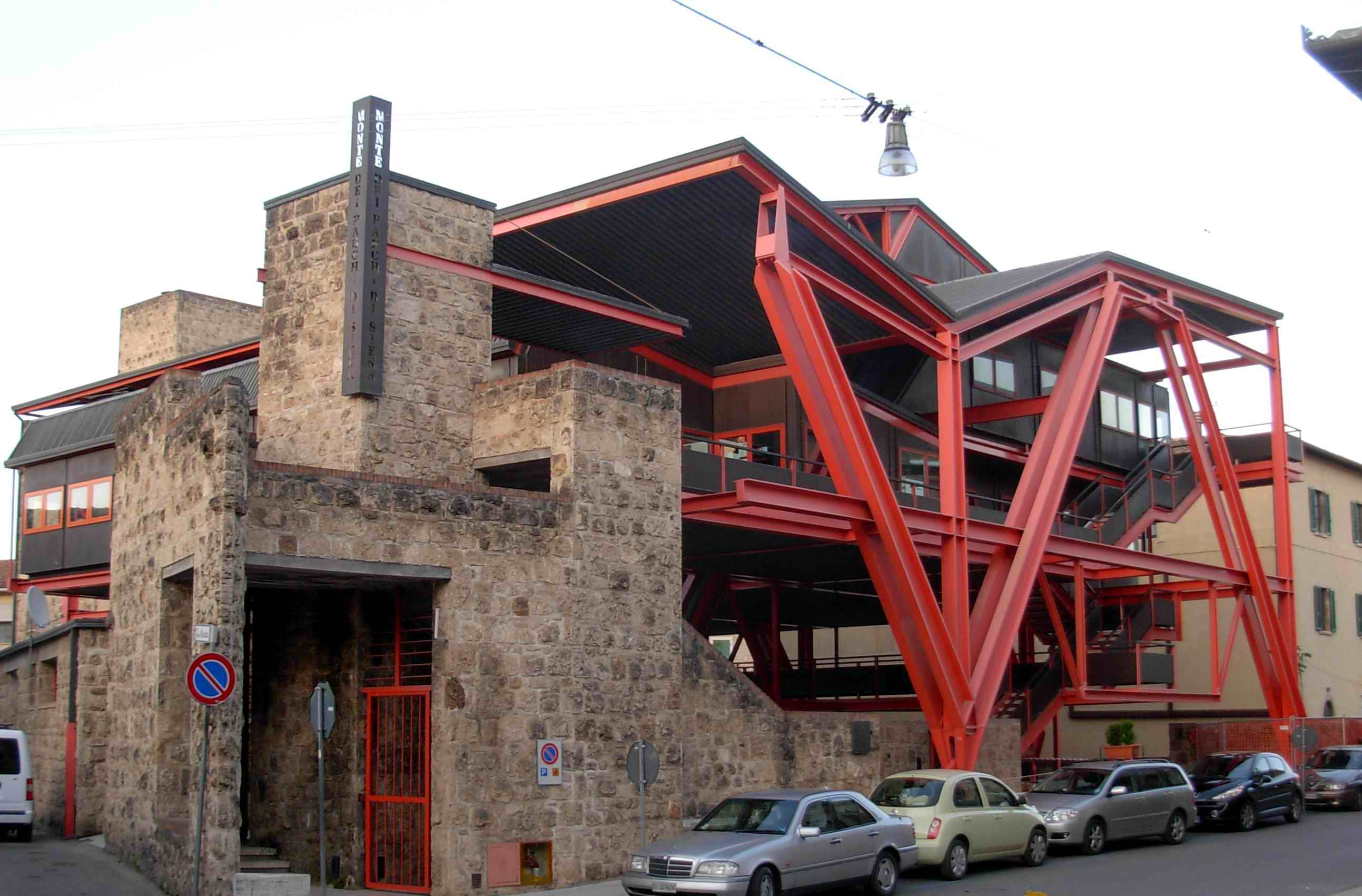
Colle di Val d'Elsa: l'edificio della filiale della Banca Monte dei Paschi di Siena.

In definitiva l'architettura, più che espressione del singolo individuo (l'architetto) è quella di un ambiente, di un'epoca, di una società: tutt'al più, proprio valutando il maggiore o minore apporto personale dell'architetto rispetto al contesto generale, emergerà con più o meno forza il suo "genio".
Nell'architettura high-tech, che vede nel Centre Pompidou di Renzo Piano una delle opere paradigmatiche, sono gli aspetti tecnici e strutturali che delineano i canoni di una nuova estetica, più aperta alle innovazioni tecnologiche e che porta di fatto ad un superamento della costante e dannosa dicotomia tra architetti ed ingegneri.

### Lo "sguardo architettonico"
(Marvin Trachtenberg e Isabel Hyman, Arquitectura, Madrid, Akal, 1990.)

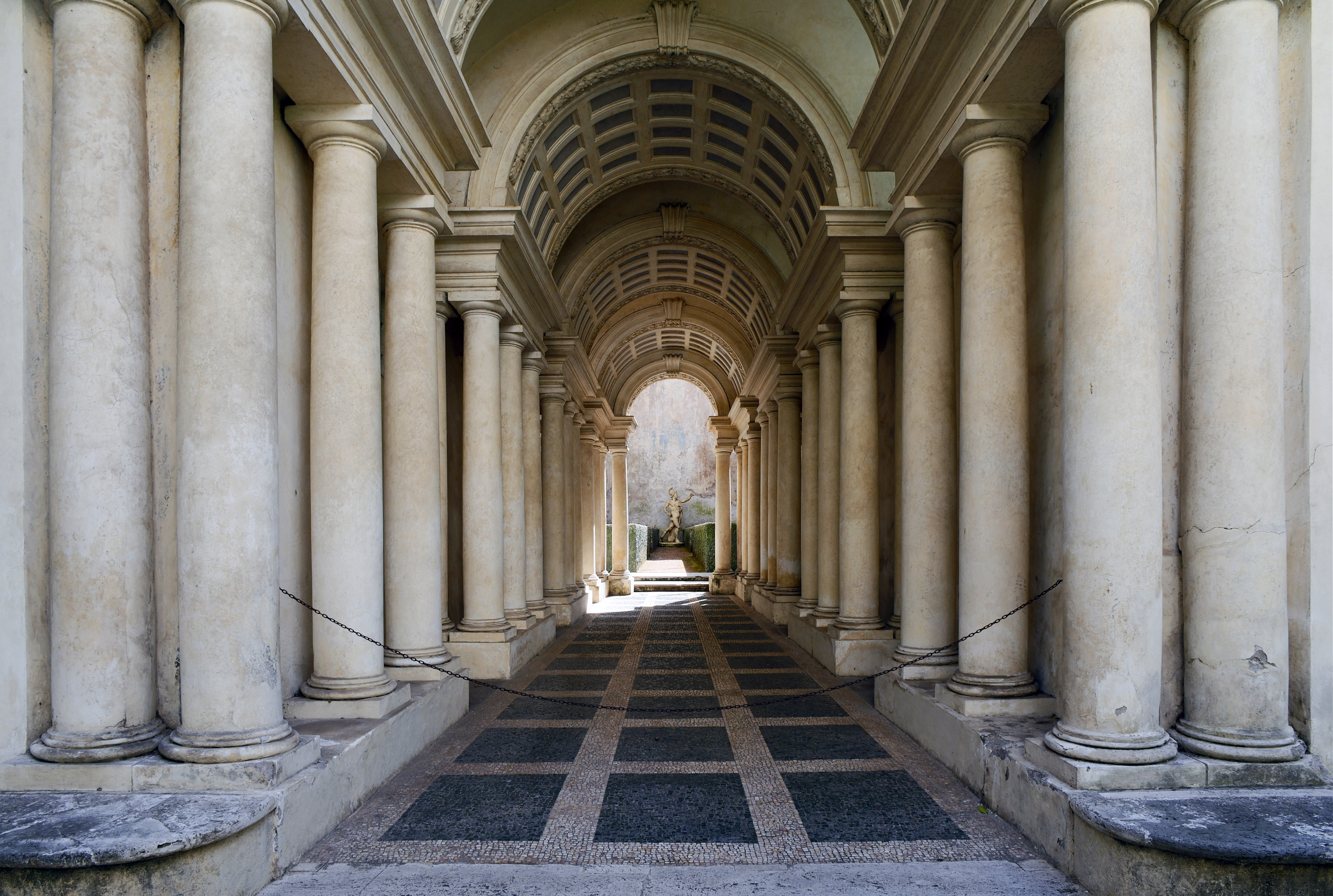
Galleria di Palazzo Spada, opera di Francesco Borromini. La galleria è lunga 8,82 metri, ma dà l'impressione di una trentina di metri.

L'architettura, a differenza di altre forme artistiche quali per esempio la pittura e la scultura, non si presenta in maniera "completa" allo spettatore: per esempio un dipinto è fatto per essere visto standogli di fronte, una scultura può richiedere di girarci intorno, ma di un'architettura si possono avere solo delle impressioni parziali dell'insieme: ad esempio solo la facciata dell'edificio, solo una stanza per volta, solo una veduta in pianta. Soltanto con uno sforzo intellettivo possiamo quindi valutare l'insieme reale di un complesso architettonico.
Su questo aspetto di esperienza "parziale" dell'osservatore a volte alcuni architetti ed artisti hanno anche giocato: si pensi solo all'esempio della galleria prospettica di Palazzo Spada a Roma, dove Francesco Borromini deformò gli elementi architettonici per dare l'idea di una grande profondità che in realtà non esiste.
Witelo, un matematico e fisico del XIII secolo originario della Slesia, scriveva che «L'occhio non può comprendere la forma vera delle cose con il semplice sguardo (aspectus), ma sì con l'intuizione diligente (obtudus)». L'obtudus è quindi uno sguardo penetrante, raziocinate, mentre l'aspectus è la semplice visione esteriore: va da sé che solo con l'uso del primo si può comprendere un'opera architettonica, mentre l'aspectus è sufficiente per la pittura e gran parte della scultura.
La percezione dello spazio è un aspetto complesso dell'esperienza umana e non è riducibile al senso della vista. Ammirare la foto di un edificio in una rivista e visitare lo stesso edificio inserito nell'ambiente costituiscono esperienze diverse, incomparabili. Ancora, più visite allo stesso edificio possono dare sensazioni molto diverse, ad esempio a seconda dell'ora del giorno e della stagione. Per cogliere la ricchezza dell'architettura è necessario farne esperienza diretta.
(Giovanni Leoncini, Introduzione alla storia dell'architettura)

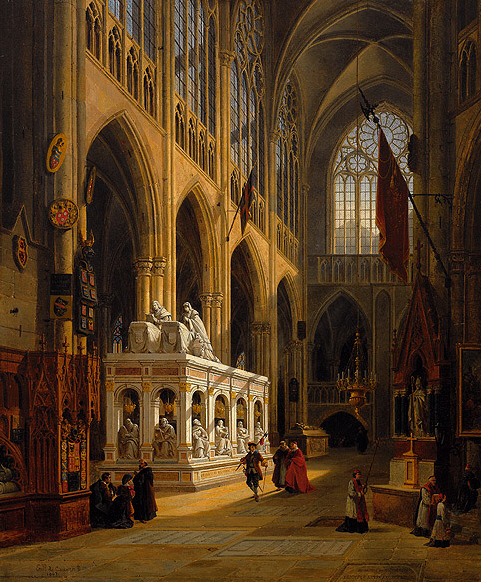
Pilastri gotici nella Basilica di Saint Denis, presso Parigi (opera di Emil Pierre Joseph de Cauwer).

Un altro elemento di difficoltà è rappresentato dalla costante evoluzione nei secoli delle forme degli edifici, in relazione al mutare delle necessità della società. I grandi edifici antichi non venivano considerati come opere "finite", al pari di un quadro o di una statua, ma venivano periodicamente modificati e aggiornati, acquisendo una sorta di "vita" evolutiva: alcuni parlano in questo caso di formatività, intesa come il processo dinamico a più riprese di invenzione e produzione. Per questo davanti ad un'opera del passato, in maniera più frequente davanti ad un'opera architettonica, dobbiamo immaginare di sfogliare strati a "cipolla" di aggiunte, manomissioni e sottrazioni di epoche diverse.
Questa difficoltà di percezione ha come conseguenza che sia difficile avere un'esperienza "univoca" dell'architettura e il concetto stesso di quest'arte è difficilmente inquadrabile in termini assoluti, come testimoniano anche la grande varietà di definizioni che si sono succedute nei secoli.
Una corretta percezione di una costruzione dà luogo alla comprensione della forma architettonica. La forma architettonica è la summa di tre fattori sostanziali, combinati organicamente e non in gerarchia:
1. Le strutture (gli elementi costruttivi);
2. Lo spazio (inteso come la disposizione nell'ambiente con volumi pieni e vuoti);
3. Il disegno.

Una perfetta fusione di questi tre fattori dà un'opera architettonica quale "opera d'arte". Un esempio possono essere i pilastri gotici di una basilica come Saint Denis presso Parigi: la struttura è composta dai conci di pietra appositamente scolpiti e sovrapposti; questa struttura dà vita a uno spazio pieno, cioè al volume stesso del pilastro, che si estende nello spazio vuoto della navata; questo volume ha un disegno tridimensionale, che però non è dovuto solo a motivi decorativi, ma ciascuna semicolonnina che vi si affaccia si prolunga in precisi elementi architettonici (degli archi, del cleristorio, fino ai costoloni delle volte), per cui si può dire che i tre fattori sono inestricabilmente collegati.

### Impatti ecologici
L'architettura ha da sempre avuto un impatto significativo sull'ambiente, influenzando il consumo di risorse, le emissioni di gas serra e l'uso del territorio. L'edilizia è uno dei settori a maggiore consumo energetico, poiché richiede materiali come cemento, acciaio e vetro, la cui produzione genera elevate emissioni di anidride carbonica. Oltre all'energia necessaria per la costruzione, va considerata l'energia grigia, ovvero il totale dell'energia impiegata lungo l'intero ciclo di vita di un edificio, dalla produzione dei materiali fino alla demolizione.
L'espansione urbana comporta una riduzione degli spazi naturali e della biodiversità, aumentando il consumo di suolo e favorendo fenomeni come l'impermeabilizzazione, che impedisce l'assorbimento dell'acqua piovana e contribuisce al rischio di alluvioni. Inoltre, l'alta concentrazione di edifici e infrastrutture nelle città può creare l'effetto "isola di calore", determinando un aumento delle temperature locali e un maggior fabbisogno energetico per il raffrescamento degli ambienti.
L'inquinamento prodotto dall'edilizia non si limita alle emissioni di CO₂, ma include anche la gestione dei rifiuti edilizi, spesso difficili da smaltire o riciclare. Per ridurre l'impatto ecologico, l'architettura sostenibile promuove l'uso di materiali a basso impatto ambientale, come il legno certificato o i mattoni in terra cruda, e l'adozione di tecniche costruttive che migliorano l'efficienza energetica degli edifici. Strategie come il recupero e la riqualificazione di edifici esistenti, l'integrazione di fonti rinnovabili e l'isolamento termico avanzato contribuiscono a ridurre il consumo di risorse e le emissioni inquinanti, favorendo un'edilizia più rispettosa dell'ambiente.

## Discipline
L'architettura, la cui vastità deriva anche dai vari campi cui essa può essere applicata, si suddivide in diverse branche; al di là della progettazione del singolo edificio, vi sono infatti una serie di interventi propri dell'architettura che definiscono le varie discipline in cui essa si articola.

### Progettazione architettonica
La progettazione architettonica è una delle discipline principali su cui si fonda l'architettura. Il progetto è l'elaborazione teorica che precede la realizzazione dell'oggetto architettonico, espresso in un certo numero di grafici (sezioni, piante, prospetti, render, ecc.) ed elaborati (computo metrico, analisi strutturale, VIA, ecc.). Esso si basa sulle indicazioni fornite dalla committenza e su una serie di indagini e studi effettuati dallo stesso architetto anche in concertazione con altre figure professionali; tali studi possono essere estremamente variegati ed abbracciare molteplici discipline.
Il progetto architettonico può essere esemplificato in tre fasi principali:
- una preliminare nella quale si descrive graficamente l'opera da realizzare e si esplicano i vari vincoli desunti dalle indagini effettuate;[19]
- una definitiva composta dai grafici utili a comprendere l'opera in tutte le sue parti e da una serie di relazioni inerenti alla descrizione completa dell'area d'intervento;[19]
- una esecutiva costituita da tutti i grafici relativi alla realizzazione del manufatto, compresi i dettagli in opportuna scala, e tutti gli studi di fattibilità nonché i calcoli relativi alle strutture e agli interventi.[19]

### Architettura d'interni
Disciplina che si occupa della progettazione degli interni di edifici residenziali e non.

### Tecnologia dell'architettura e architettura tecnica
Si occupano delle problematiche esecutive, dello studio del processo di progettazione e di esecuzione, della qualità della costruzione, del controllo della sostenibilità e della programmazione della manutenzione, riparazione e demolizione.

### Scienza e tecnica delle costruzioni
Si occupa della teoria, pratica e applicazione della meccanica delle strutture (statica e dinamica). Questa branca è relativa alla progettazione esecutiva-strutturale di qualsiasi manufatto e/o costruzione, particolarmente riguardo al dimensionamento, la verifica, le tipologie costruttive e i materiali costituenti (che possono essere ad esempio calcestruzzo armato, acciaio, legno e muratura) degli elementi strutturali portanti.

### Urbanistica e pianificazione territoriale
Si tratta di interventi relativi alla costruzione, l'ampliamento o il miglioramento di settori urbani.

### Architettura del paesaggio
Si occupa della progettazione di ampi spazi, siano essi urbani o rurali, basandosi su caratteristiche culturali, ambientali, storiche e sociali del territorio.

### Restauro
Il restauro è quella disciplina che si occupa degli interventi diretti sui beni culturali volti alla conservazione dell'oggetto architettonico al fine di valorizzarlo, proteggendone i suoi valori storici e culturali, e consentirne il riuso.

### Ristrutturazione
La ristrutturazione è quella disciplina che si occupa degli interventi diretti sugli immobili volti alla conservazione al fine di valorizzarli e consentirne il riuso.

### Progettazione
- Disegno architettonico
- Rappresentazione architettonica
- Antropometria
- Ergonomia
- Caratteristiche dei materiali
- Green building

### Altri argomenti correlati
- Architetto
- Progettazione
- Restauro architettonico
- Storia dell'architettura
- Costruzioni
- Urbanistica
- Teoria dell'architettura
- Conseil International du Bâtiment

### Discipline collegate
- Edilizia
- Geometria descrittiva
- Tecnologia dell'architettura